# Josep Vidalou
Josep Vidalou   (Ceret, 1939) és un flautista nord-català que va ser professor de flauta als conservatoris de Grenoble i Perpinyà. El 2009, i des de fa anys, presideix el Foment de la Sardana de Ceret i la Federació Sardanista del Rosselló i el 1980 fou fundador i primer president de la Federació per la defensa de la llengua i la cultura catalanes a la Catalunya Nord.
Gran impulsor de la sardana en les terres del nord de Catalunya, el 1959 va formar part de la primera colla de sardanes ceretana. El 1977 Josep Vidalou va ser distingit amb la Medalla al Mèrit Sardanista de l'Obra del Ballet Popular, l'any que Banyuls de la Marenda era Ciutat Pubilla de la Sardana. El 2013 va ser un dels promotors de la convenció entre els municipis de Ceret i Banyoles per a perpetuar el concurs de composició de sardanes de Ceret. El 2015 va rebre el Premi Floricel Rosa d'Or.
L'any 1982 va compondre, juntament amb el mestre Martirià Font la sardana Joan. Ha escrit també la biografia Mirades sobre Manel Saderra Puigferrer 1908-2000. El compositor Claude-Henry Joubert li dedicà el 1986 la seva primera sardana, Per a tu Josep, enregistrat el 1996 per la cobla Mil·lenària i el 2009 per la de Vallespir, el 1996 i, novament, el 2009.

El seu fill Vincent o Vicenç Vidalou va ser instrumentista de tible i de tenora a la Cobla Mil·lenària, i dirigeix el Departament de Músiques Tradicionals del Conservatori de Perpinyà. Tocant la tarota prima va formar part de la formació fundacional dels Ministrils del Rosselló (Ceret 1994) i hi va romandre fins al 1998.

## Obra
- Mirades sobre Manel Saderra Puigferrer 1908-2000 - Regards sur Manuel Saderra Puigferrer 1908-2000 (en català, francès).  Girona: GISC, 2005, p. 119.
- Pays de sardane (en francès).  Nantes: Les Editons Almalthé, 2013, p. 334. ISBN 978-2-310-01360-4.[11][12]